# Grèce romaine

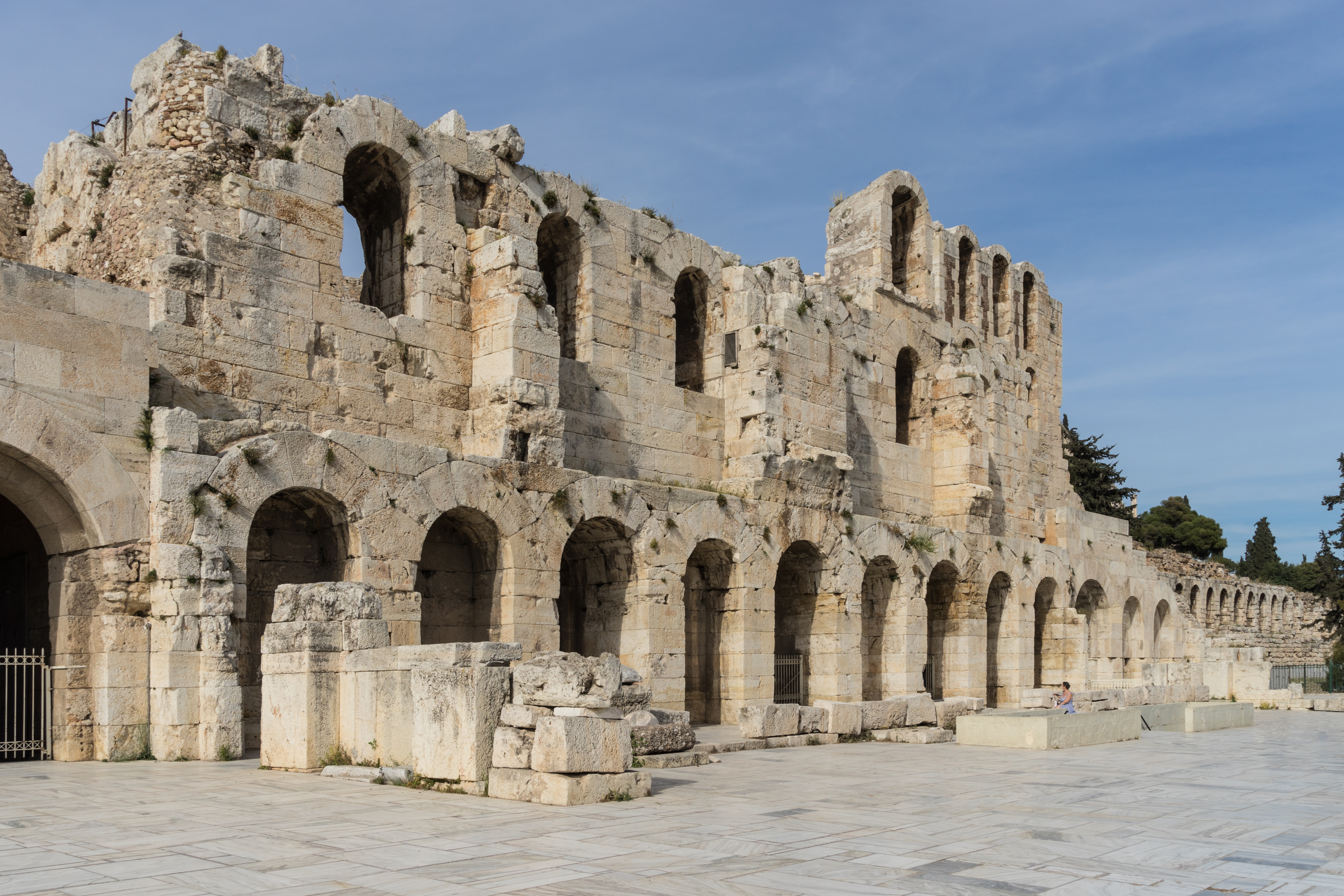
Mur extérieur de l'odéon d'Hérode Atticus (161), au pied de l'acropole d'Athènes.

La période de domination romaine en Grèce commence conventionnellement de 146 av. J.-C. après la mise à sac de Corinthe par Lucius Mummius Achaicus, jusqu'à la reconstruction de Byzance par Constantin Ier et sa proclamation en tant que seconde capitale de l'Empire romain en 330 ap. J.-C. Cette période concerne plus largement le « monde grec », et pas seulement la Grèce dans ses acceptions actuelles, car durant la haute époque hellénistique (323-188 av. J.-C.) des royaumes et cités grecques s'étaient constitués en Égypte et en Asie du sud-ouest, dans le sillage des conquêtes d'Alexandre le Grand. Dans la chronologie classique, cette période couvre la seconde partie de l'époque hellénistique et la période du Haut-Empire romain.
La République romaine commence à intervenir dans les affaires politiques du monde hellénistique dès le IIIe siècle av. J.-C. et affirme rapidement sa supériorité militaire sur les puissances hellénistiques. Sa domination directe se met en place après 146, à la suite de ses victoires contre la Macédoine puis la ligue achéenne. Elle s'achève par la conquête de l'Égypte en 30 av. J.-C., qui marque également le début conventionnel de l'Empire romain. La fin des guerres civiles romaines marque le début d'une ère pacifique qui se prolonge jusqu'au IIIe siècle. La partie orientale de l'Empire romain, de culture grecque/hellénistique, comprend alors plusieurs des régions les plus prospères de l'Empire et des cités très importantes qui s'épanouissent durant la pax romana. La cité grecque (polis) reste la structure politique de base de ces régions et s'accomode de la domination impériale qui s'inscrit largement dans la continuité des monarchies hellénistiques. 
Durant cette période, la partie orientale de la République puis de l'Empire romain a pour culture dominante l'hellénisme, ce qui pose les bases du futur Empire romain d'Orient/byzantin, d'héritage politique romain mais de culture grecque. De fait d'importants centres politiques et culturels grecs sont établis dans ces régions, en premier lieu Alexandrie, mais aussi Pergame, Antioche et Séleucie du Tigre, et plusieurs des esprits les plus réputés de cette période sont de culture grecque (Claude Ptolémée, Galien, Épictète, Plutarque, Lucien de Samosate, etc.).

## Installation des Romains en Grèce
Bien que l’occupation romaine commence par convention en -146, la présence romaine est effective dès le IIIe siècle av. J.-C. Certains États grecs demandèrent une alliance avec Rome. Les premiers furent les cités de l’Adriatique, pour lutter contre les pirates illyriens. Puis en -212, les Étoliens sollicitent une alliance avec Rome contre les Antigonides. L’intervention romaine en Illyrie (en -228 et -219) et en Macédoine (-214 et -205), bien que limitée, profita surtout à Rome pour agrandir le nombre de cités grecques qui appartenaient au système de clientèle qui lui était propre.
La reprise d’une politique d’expansion de la part de la Macédoine, sous le règne de Philippe V, marque le début de la seconde guerre de Macédoine et la victoire des Romains sur les Macédoniens à Cynoscéphales en -197. La Macédoine devient alors un protectorat romain, mais Titus Quinctius Flamininus garantit l’indépendance de la Grèce en -196, lors des Jeux isthmiques de Corinthe, ce qui livre la Grèce à des querelles internes.

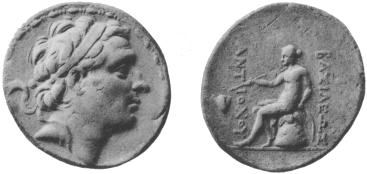
Antiochos III

L’affaiblissement de la Macédoine favorisa les projets d’Antiochos III qui voulut envahir la Grèce. En -192, il débarque en Grèce mais ne reçoit guère de soutien si ce n'est celui de la Ligue étolienne. Il est battu en -191 aux Thermopyles, puis repasse en Asie, où il est écrasé en -190 à Magnésie par L. Scipion l'Asiatique (frère de Scipion l'Africain).
La troisième guerre de Macédoine voit la victoire de Paul Émile sur le fils de Philippe V, Persée de Macédoine, à Pydna en -168, mettant ainsi fin à la dynastie des Antigonides. La Macédoine est également divisée en 4 districts dont les chefs-lieux étaient Amphipolis, Thessalonique, Pella et Pélagonia.
Après la victoire de Pydna, les Romains accentuent leur présence en Grèce et y font défendre leurs intérêts. Mais cet interventionnisme est mal perçu par les populations, qui se révoltent en Macédoine (-148) et dans le Péloponnèse (-146). Ces soulèvements s’achèvent par le sac de Corinthe en –146 et la péninsule devient alors protectorat romain, auquel les îles de la mer Égée sont ajoutées en -133. Athènes et d’autres cités se révoltèrent en -88 mais furent écrasées par le général romain Sylla. Les guerres civiles romaines dévastèrent le pays encore plus, jusqu’à ce qu’Auguste organise toutes les provinces, dont la péninsule en tant que province d’Achaïe en -27.
Les autres cités-États finirent petit à petit par rendre hommage à Rome, perdant de fait leur indépendance, mais sauvegardant divers degrés d'autonomie : les Romains laissèrent l’administration locale aux Grecs, sans essayer d’abolir leurs habitudes politiques. Ainsi l’agora d’Athènes continua à être le centre de la vie politique et civique.
L'édit de Caracalla, en 212 de notre ère, étendit la citoyenneté hors d’Italie à tous les hommes libres de l’ensemble de l’Empire romain, élevant les populations provinciales à un statut égal de celui de Rome. Les sociétés déjà intégrées, telles que la Grèce, étaient plus favorables à ce décret que les provinces plus lointaines, trop pauvres ou se sentant trop étrangères telles que la Bretagne, la Palestine ou l’Égypte. Le décret de Caracalla n’a pas mis en route le processus qui mènera au transfert du pouvoir d’Italie vers l’orient et la Grèce, mais l’a accéléré, jetant les fondations d’une Grèce, puissance majeure en Europe et en Méditerranée pendant le Moyen Âge, que l'historien allemand Hieronymus Wolf appela au XVIe siècle « Byzance ».

## Les Grecs et l'hellénité sous domination romaine

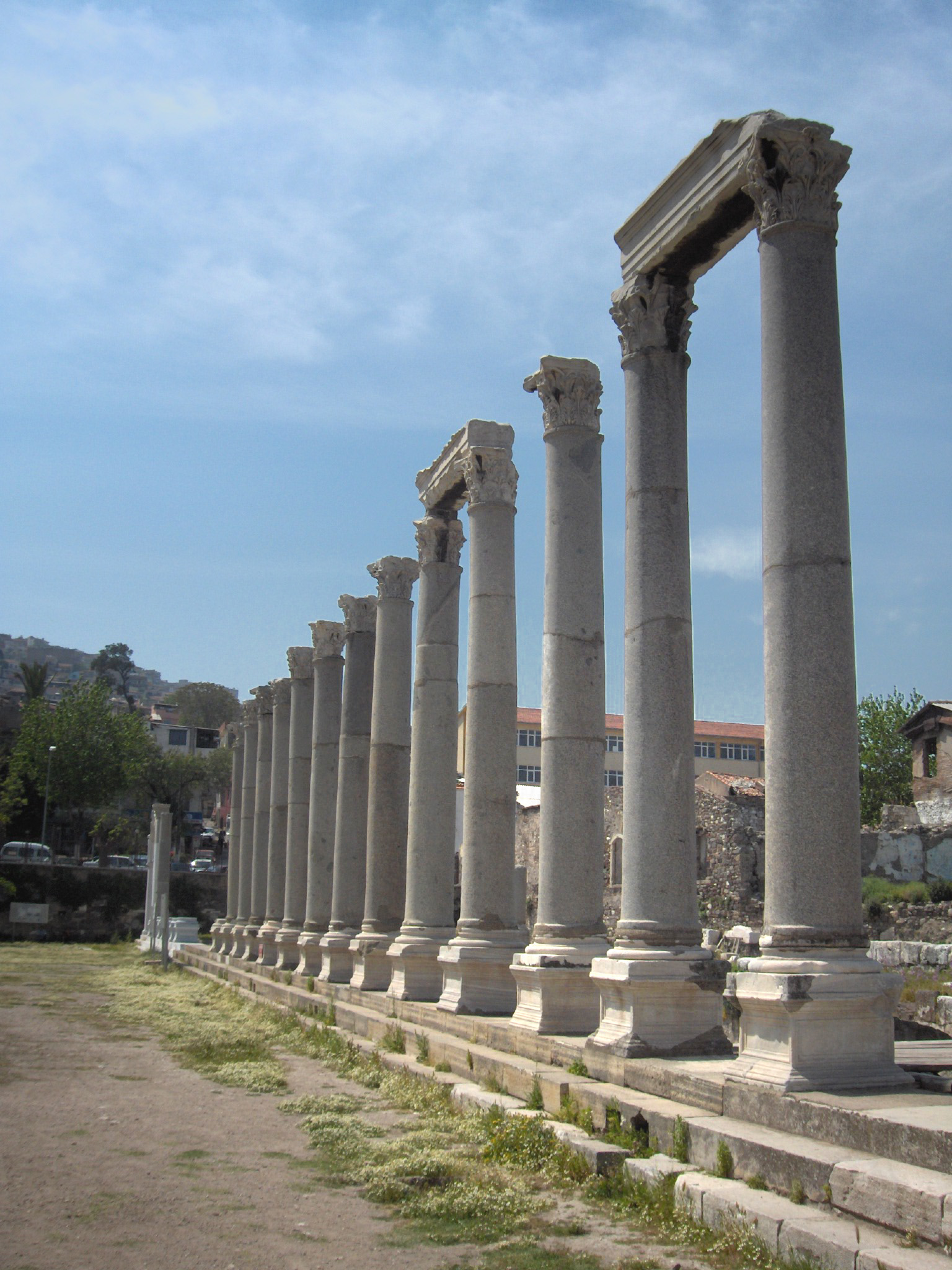
Colonnade de la stoa de l'agora de Smyrne (Izmir).

Définir ce que veut dire « être grec » à cette époque pose différentes questions. La domination politique des Romains a sans doute pour effet de renforcer l'identité grecque, reposant sur un sentiment de supériorité culturelle, marqué avant tout par l'usage de la langue grecque. Mais depuis l'expansion de l'époque hellénistique la plupart des cités grecques, hors régions de peuplement grec ancien, sont bi- voire trilingues, et le grec est parlé dans le milieu des notables dans tout l'empire. Le grec est le langage des élites et des écrits publics dans les cités de l'Orient romain, c'est aussi la langue littéraire, et manifestement celle des discours, même s'il est difficile de déterminer si la langue écrite est bien celle qui est parlée au quotidien. L'identité grecque s'appuie aussi sur une histoire passée, notamment les fondations légendaires des cités qui sont souvent mises en avant, et sur les cultes religieux, les monuments civiques. C'est aussi une identité attractive, qui ainsi les élites indigènes hellénisées de se revendiquer comme des Grecs, ce qui leur permet de bénéficier d'une meilleure position dans leurs rapports avec l'administration romaine. 
La partie orientale de l'empire romain (en plus des cités de Grande Grèce) est donc marquée par la langue grecque et l'hellénisme, mais à des degrés divers.
- En Europe, la province d'Achaïe, fondée au début du Principat d'Auguste et qui s'étend sur la majeure partie de la Grèce continentale, correspond aux principales régions de peuplement grec anciennes, en Grèce méridionale et en Égée (hormis la Crète, regroupée dans une province avec la Cyrénaïque). L’Épire et la Macédoine sont également des régions de peuplement grec, y compris sur la partie nord de la seconde où l'hellénisation des populations a progressé[6]. Des cités grecques se trouvent aussi sur la côte de Thrace et de la mer Noire, notamment sur la côte occidentale (hexapole pontique)[7].
- En Anatolie les régions occidentales comme l'Ionie sont elles aussi des zones de peuplement grec ancien. À l'intérieur et à l'est la présence grecque est courante, mais les peuples indigènes non-grecs sont nombreux, et préservent leurs traditions (religieuses notamment), parlant (et écrivant parfois) le phrygien, le lycien, le lydien, le lycaonien, l'arménien, etc. Cependant c'est là que les élites sont le plus anciennement hellénisées (le grec est de loin la langue la plus écrite), et tendent à se revendiquer comme le plus grecques, et dans biens des endroits il est difficile de distinguer Grecs et indigènes, alors que d'autres régions sont moins hellénisées[8].
- En Syrie le peuplement grec est plus récent, puisqu'il date de la conquête d'Alexandre et des Séleucides, et les Grecs de la région sont soit des descendants de grecs, soit des indigènes hellénisés. Ils se trouvent surtout dans les fondations séleucides de Syrie, et en Phénicie où l'hellénisation est forte, mais beaucoup moins en Palestine et en Arabie. Les populations parlent majoritairement des dialectes araméens et arabes[9].
- En Égypte les cités grecques sont Alexandrie, Naucratis, Ptolémaïs, Antinoupolis (fondée par Hadrien), et beaucoup vivent en dehors des cités (la chôra). Les citoyens des premières reçoivent tôt la citoyenneté romaine. Existent aussi dans les villes des Gréco-Egyptiens et autres populations mixtes ayant encore moins d'avantages[10].

Les Romains fondent des colonies, donc des villes de peuplement latin, peuplées notamment de vétérans (par exemple Corinthe et Dymé), mais ce phénomène reste limité en Orient. La « romanisation » est au moins un processus de diffusion du statut juridique de citoyen romain, qui culmine avec l'édit de Caracalla de 212, qui fait en principe citoyen romain tout habitant de l'empire, ce qui inclut les Grecs. Mais dans la moitié orientale de l'empire la romanisation n'a pas d'aspects culturels prononcés, car elle se produit dans un contexte dans lequel la culture grecque est implantée et dominante partout, et ce statut n'est pas remis en cause durant l'époque romaine. Du reste la romanisation de l'Occident romain, qui a un impact culturel fort, s'accompagne en pratique par la diffusion de nombreux traits culturels grecs, renvoyant au caractère « gréco-romain » de la culture impériale.

## Les cités grecques dans l'empire romain
Une fois le pouvoir romain implanté dans le monde grec, la plupart des régions orientales sont à l'écart des grands troubles jusqu'au IIIe siècle. De ce fait l'armée est globalement peu présente dans la partie orientale de l'empire, les plus répandues étant les troupes auxiliaires assurant la sécurité à l'intérieur. L'Achaïe est largement « désarmée », la présence de légions et de colonies de vétérans limitées, hormis sur les frontières (limes), c'est-à-dire en Cappadoce, Syrie, Arabie, ou en Judée et Galatie à cause de leur histoire turbulente,. Rome avait tourné le dos à l'exploitation brutale qui avait eu lieu durant l'époque des conquêtes, pour se concentrer sur le maintien de l'ordre et l'exploitation des riches provinces orientales. De ce fait, hormis quelques révoltes et des incursions épisodiques venues de l'extérieur (par exemple les Costoboques dans les Balkans et jusqu'en Grèce en 170), l'histoire de la domination romaine durant le Haut-Empire est essentiellement liée aux réorganisations provinciales, aux annexions de provinces déjà vassales, avant la reprise d'une politique d'expansion vers l'est sous les Antonins, et encore même durant ces conflits la Syrie n'est pas menacée. L'Anatolie et la Syrie sont cependant le théâtre de la guerre civile qui oppose Pescennius Niger et Septime Sévère, qui se conclut notamment par le saccage d'Antioche en 194.

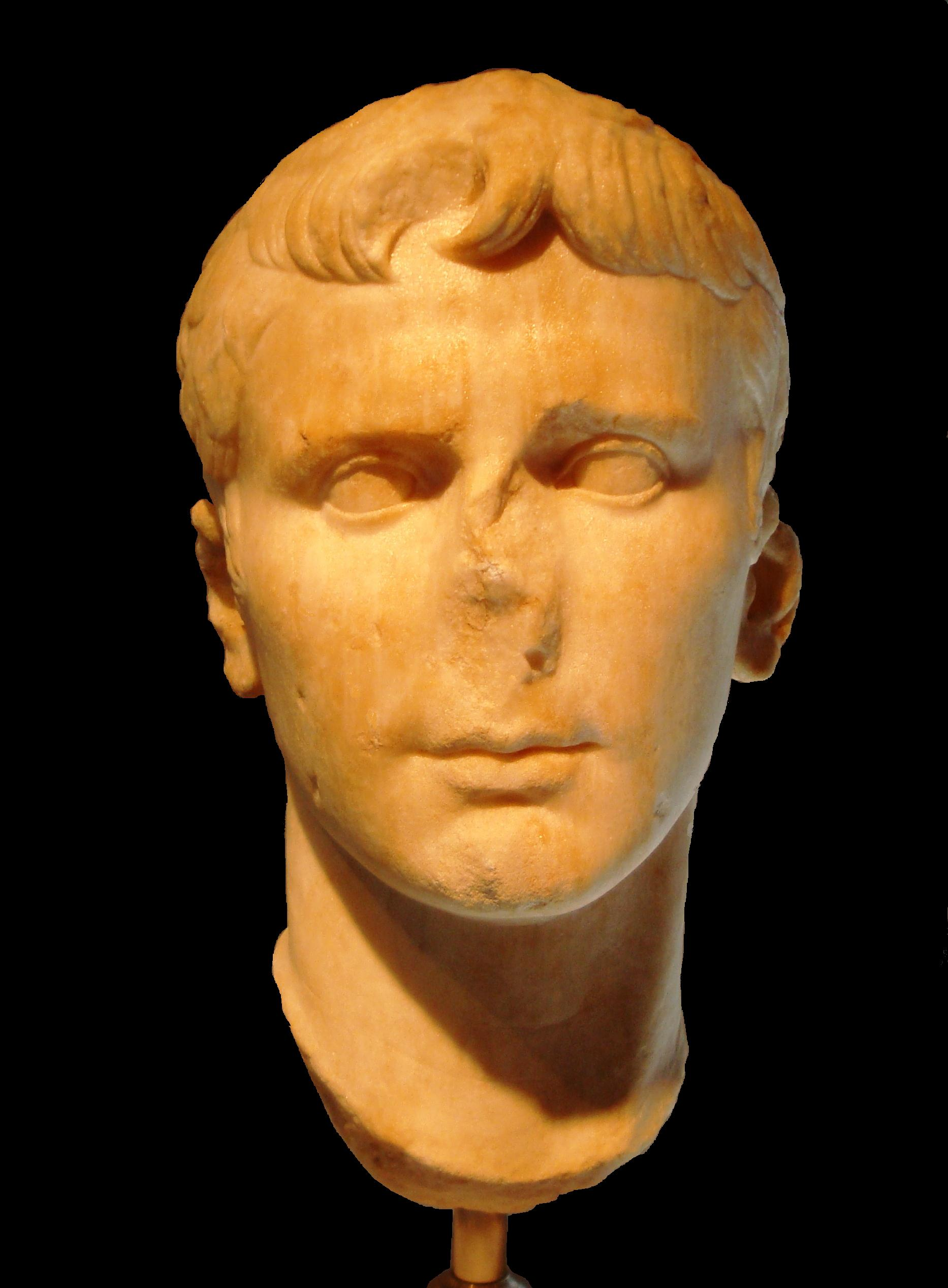
Buste d'Auguste, musée de Nicopolis d'Épire.

Le pouvoir romain participe à la fondation de cités, dès l'époque républicaine (Pompée, César notamment) et sous Auguste. Ce sont dans plusieurs cas des colonies romaines, parfois fondées à partir de cités plus anciennes (Corinthe, Patras, Philippes, Antioche de Pisidie, Bérytos, etc.), mais Auguste fonde une cité grecque, Nicopolis d’Épire, sur le lieu de sa victoire d'Actium. Après son règne peu de colonies romaines sont fondées ex nihilo, en général on se contente d'attribuer le statut juridique de colonie à des cités. En revanche les empereurs antonins (Trajan et Hadrien) favorisent de nombreuses fondations urbaines et promotions de villes au rang de cité, dans les Balkans, en Anatolie (par exemple Mélitène) et au Proche-Orient (Pétra). L'époque impériale romaine voit donc une nouvelle diffusion du modèle civique grec. Les principales cités grecques de l'époque romaine sont situées en dehors de Grèce : Alexandrie reste la plus grande avec un demi-million d'habitants, puis un autre groupe de cités (avec Antioche, Pergame, Éphèse, peut-être Apamée, Palmyre) compteraient peut-être entre 150 et 200 000 habitants à leur apogée selon les estimations les plus optimistes, ou plutôt autour de 100 000, ensuite viendraient Athènes, Corinthe, Smyrne. La plupart des autres cités comprendraient entre 10 et 15 000 habitants. Quelques-unes de ces cités ont le statut de colonie romaine, comme Corinthe et Bérytos, qui leur permet notamment de bénéficier d'exemptions fiscales, mais la plupart sont des cités pérégrines, c'est-à-dire peuplée en majorité de citoyens non-romains avant 212. Le fait de bénéficier du statut de métropole provinciale, siège d'un gouverneur et de son administration, ou d'être un lieu du culte impérial sont aussi des éléments distinctifs. Certaines cités font partie d'une ligue (koinon), ayant comme par le passé avant tout des fonctions religieuses, parfois juridiques.
Ces cités restent la base de l'administration, l'empire romain n'ayant généralement pas constitué d'échelon local en dessous des provinces et laissant les communautés se gérer elles-mêmes tout en les contrôlant. Formellement les cités ont adopté des institutions démocratiques, mais elles fonctionnent comme des oligarchies censitaires, voire des « ploutocraties », car elles sont gérées par une élite municipale constituée des citoyens les plus riches. L'organe principal est le conseil appelé boulè (curie pour les Romains) et différentes magistratures existent pour couvrir les différents aspects de la vie civique. Ces charges sont parfois ouvertes aux femmes, à l'exemple de Ménodora à Sillyon en Pamphylie, issue d'une des plus riches familles de la cité, qui occupe plusieurs magistratures et a laissé une inscription commémorant des dons de monnaie à ses concitoyens. L'évergétisme est vu comme un devoir des notables les plus riches, s'imposant en quelque sorte à la personne en raison de ses moyens et de sa position, surtout si elle a déjà été exercée par ses ancêtres, Ce qui explique pourquoi des femmes de grande famille sont également évergètes. Le bienfaiteur peut donc aussi bien être volontaire que contraint. Comme par le passé l'évergétisme se traduit par le financement de la construction de monuments, de fêtes et spectacles, des distributions de nourriture, d'huile pour les bains, et plus largement l'exercice de magistratures, qui n'est pas rémunéré. Les évergètes de l'époque romaine ont un statut bien supérieur à ceux de l'époque hellénistique, qui se voit dans les honneurs octroyés par décision collective à cette période, sans commune mesure avec ceux du passé, ce qui se manifeste par des décrets honorifiques et l'érection de statues, parfois des privilèges généralement attribués aux héros fondateurs (inhumation sous l'agora ou le gymnase, culte après la mort). Certains citoyens méritants (notamment des vainqueurs de concours) se voient dégagés des obligations d'évergétisme, qui sont manifestement vues comme pesantes par une partie des bienfaiteurs forcés,. Dans ce contexte, les assemblées populaires n'ont qu'un rôle cérémoniel là où elles existent, le reste de la population libre (artisans, petits commerçants) s'exprimant politiquement lors de mouvements de protestation voire d'émeutes. La vie de la communauté civique est en effet émaillée de moments de discorde, notamment des émeutes frumentaires quand on soupçonne un riche propriétaire de spéculer sur le prix du grain, que tentent de contrebalancer des événements mettant en avant la concorde, telles que les fêtes religieuses.
Se reposant sur les cités, le pouvoir romain en lui-même peut donc se permettre de s'appuyer sur une administration provinciale restreinte, constituée avant tout du gouverneur et de son entourage, établis dans une capitale provinciale, mais se déplaçant régulièrement pour rendre la justice lors de tournées, mais aussi des administrateurs des domaines impériaux, et aussi de commissaires pouvant auditer les comptes des cités de façon périodique. Les gouverneurs sont en principe sélectionnés de façon à limiter les abus et la corruption, quoi qu'ils ne cessent pas durant l'époque impériale, loin de là, et sont souvent des connaisseurs du monde grec, et de plus en plus originaires de ces régions. Ils peuvent prendre des décisions importantes impactant la vie des cités, avant tout parce qu'ils contrôlent la fiscalité. Cette dernière n'était pas uniforme et semble propre à chaque province, reposant sur des impôts directs pesant sur les terres et les personnes, et des impôts indirects très variés, pesant sur les transactions, des droits d'usage, etc. Ils sont prélevés directement par des agents de l'empereur ou par les autorités locales, marqués par diverses inégalités causant des distorsions de la répartition de la charge fiscale. À cela s'ajoutent les réquisitions et corvées.
Les cités pouvaient faire appel à l'empereur, si elles avaient les moyens financiers, les connexions et le personnel éloquent pour cela. Les ambassades déléguées auprès des empereurs sont commémorées par plusieurs décrets honorifiques, mais il en résulte qu'elles ne documentent que les succès, donc il est difficile de mesure leur efficacité générale. Les cités présentent leurs hommages et des cadeaux aux empereurs lors de leurs intronisations. Elles peuvent espérer en retour de bénéficier de bienfaits de la part des empereurs. Les empereurs ont ainsi beaucoup participé au développement d'Athènes, d'abord Auguste qui participe à sa reconstruction après les destructions de l'époque de Sylla, puis en particulier Hadrien qui modifie en profondeur l'urbanisme de la ville : il y fait ériger un nouveau quartier au plan quadrillé, une vaste bibliothèque, et plusieurs sanctuaires, dont celui de Zeus Panhellénios qui sert de siège au Panhellénion, le « rassemblement de tous les Grecs », festivités et concours réunissant le monde considéré comme grec. Cette œuvre est poursuivie par l'évergétisme d'Hérode Atticus, super-riche local et personnage controversé, qui a notamment financé la construction de l'odéon à son nom,.
Pour le reste les cités grecques s'organisent autour de rues, dont de larges avenues dallées et bordées de portiques. L'agora et ses bâtiments restent au centre de la vie civique. Fontaines, bains, monuments, statues, inscriptions, agrémentent le paysage urbain. Les gymnases, souvent accompagnés de bains, restent également des éléments marquants du paysage urbain, de même que les lieux de spectacles, les théâtres étant parfois aménagés pour recevoir les combats d'animaux et de gladiateurs, qui font partie des rares éléments apportés par la culture romaine. Le style des bâtiments et leurs techniques de construction s'inscrivent également dans la tradition grecque, avec des éléments romains limités (l'emploi du béton pour les bains). La prospérité de la période permet à nombre de cités de se doter de monuments, alors qu'auparavant cela était réservé aux plus aisées.

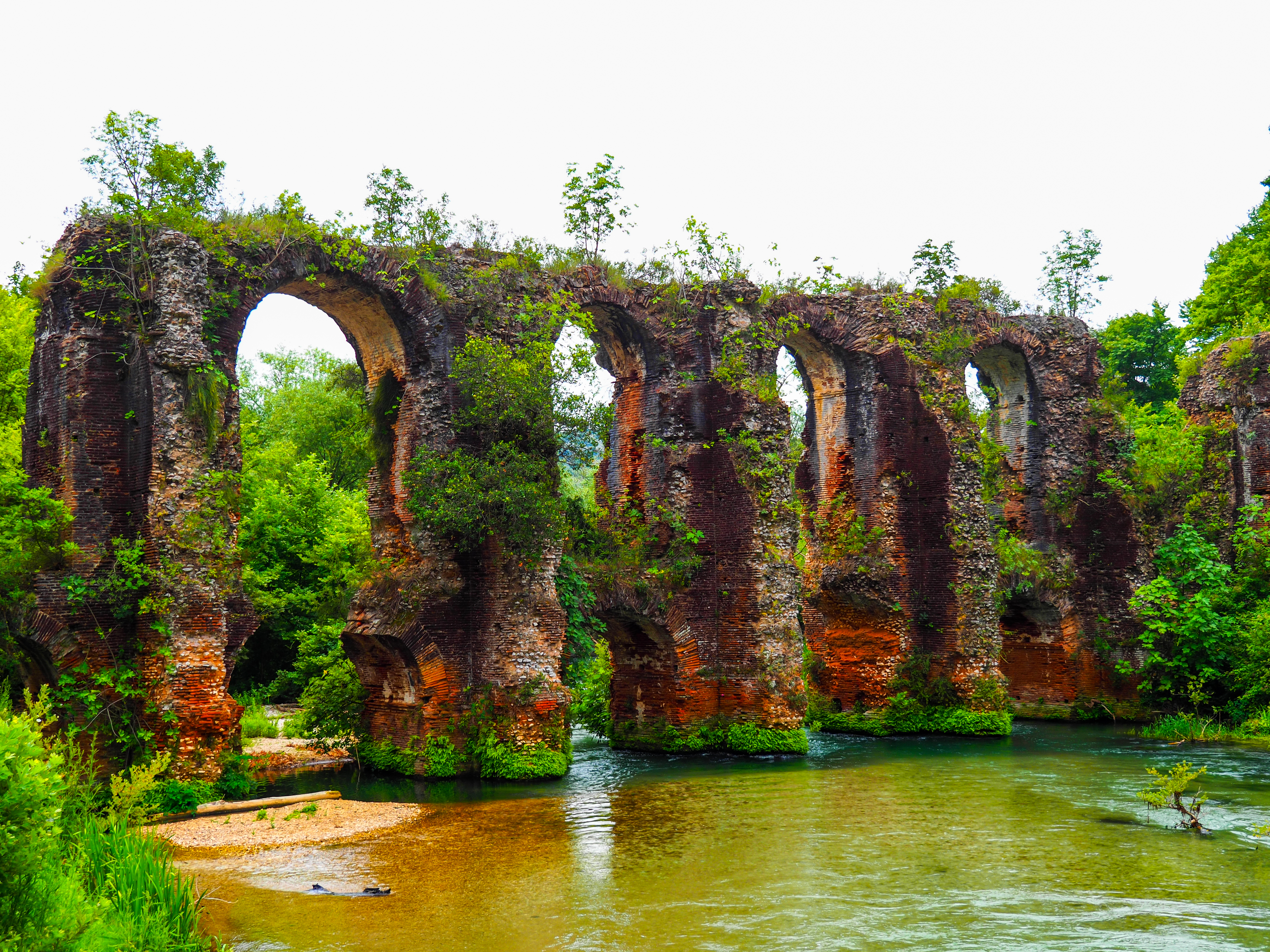
Section de l'aqueduc de Nicopolis d'Épire.
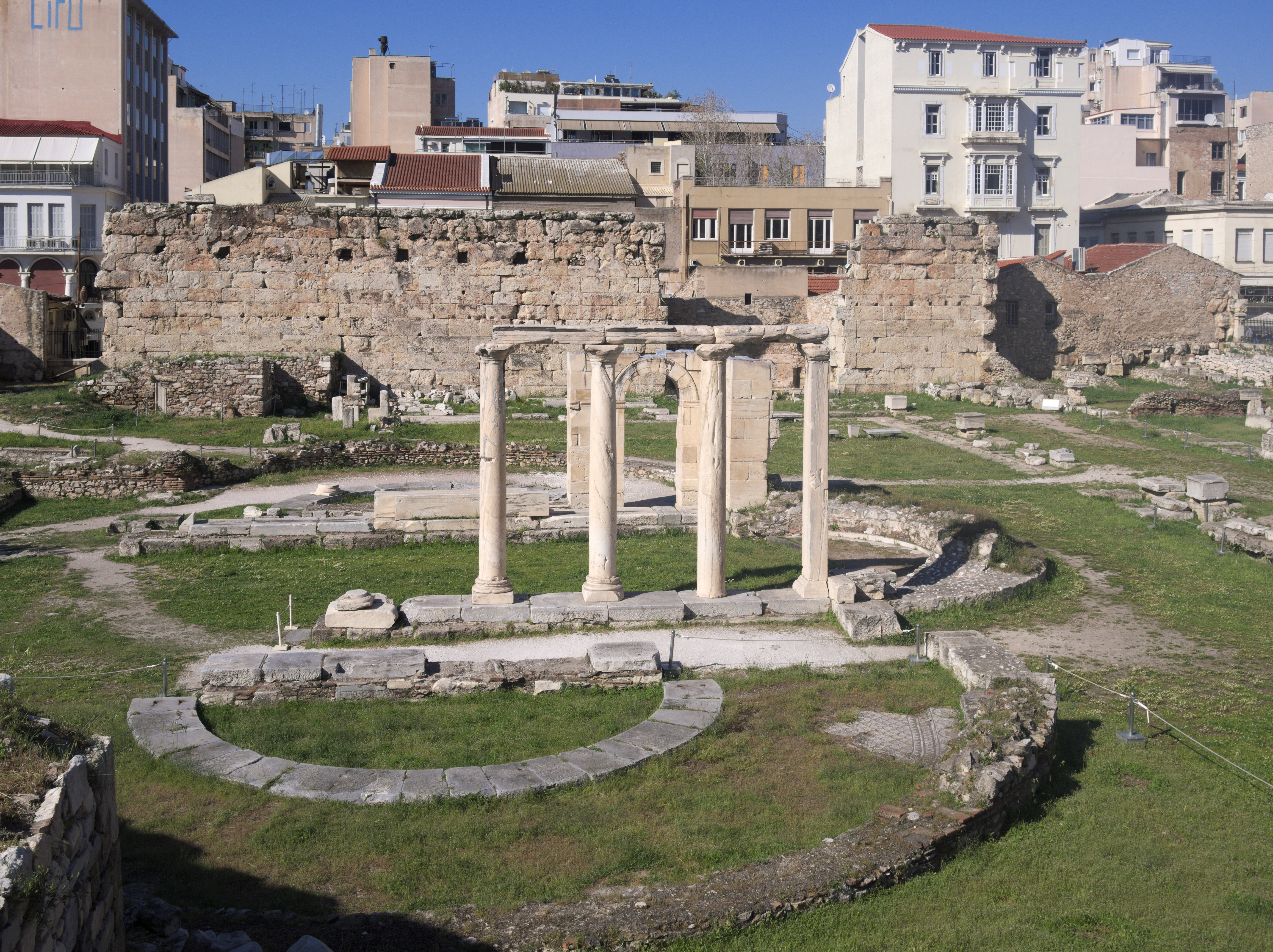
Ruines de la bibliothèque d'Hadrien sur l'agora romaine d'Athènes.
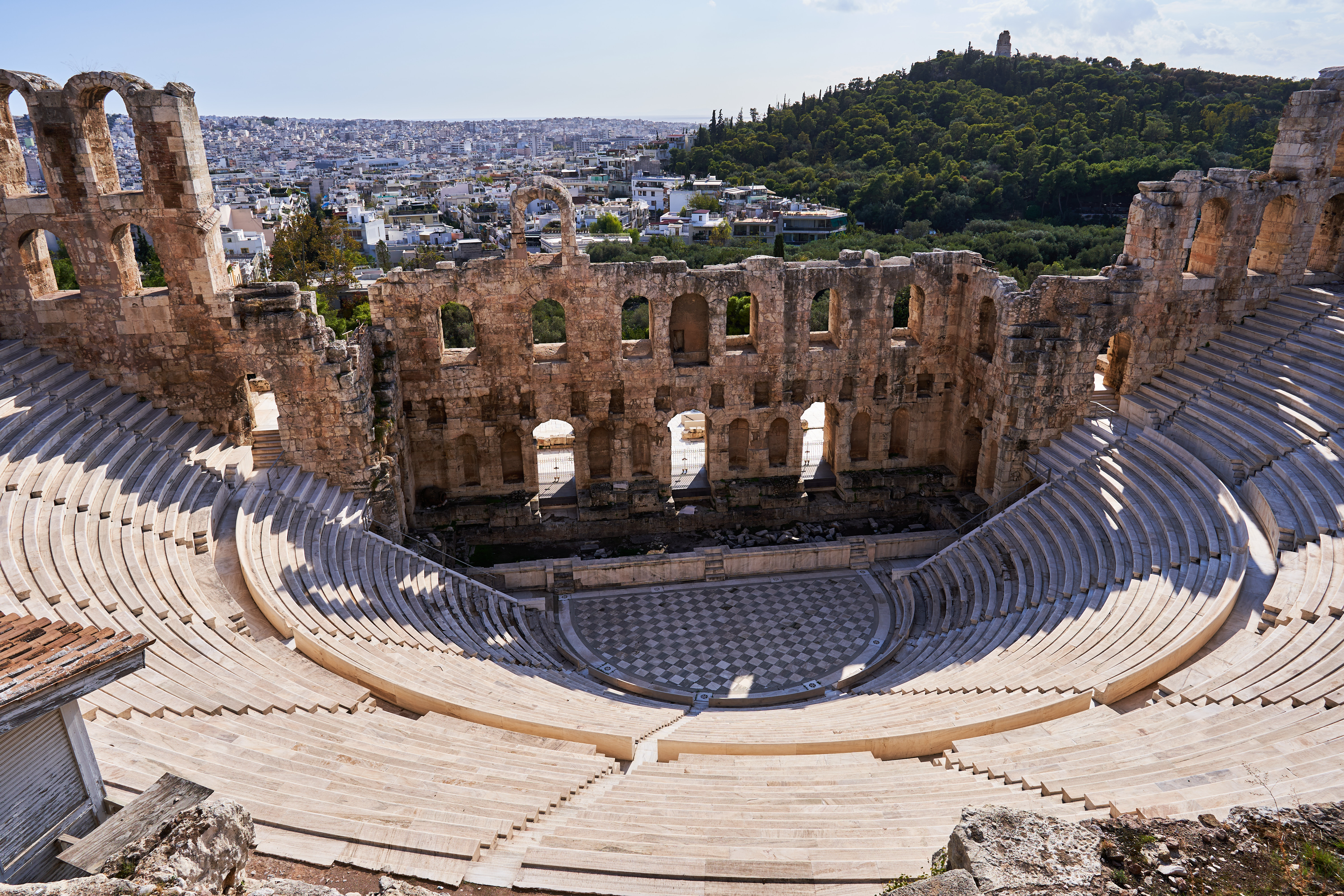
L'Odéon d'Hérode Atticus, Athènes, IIe siècle.
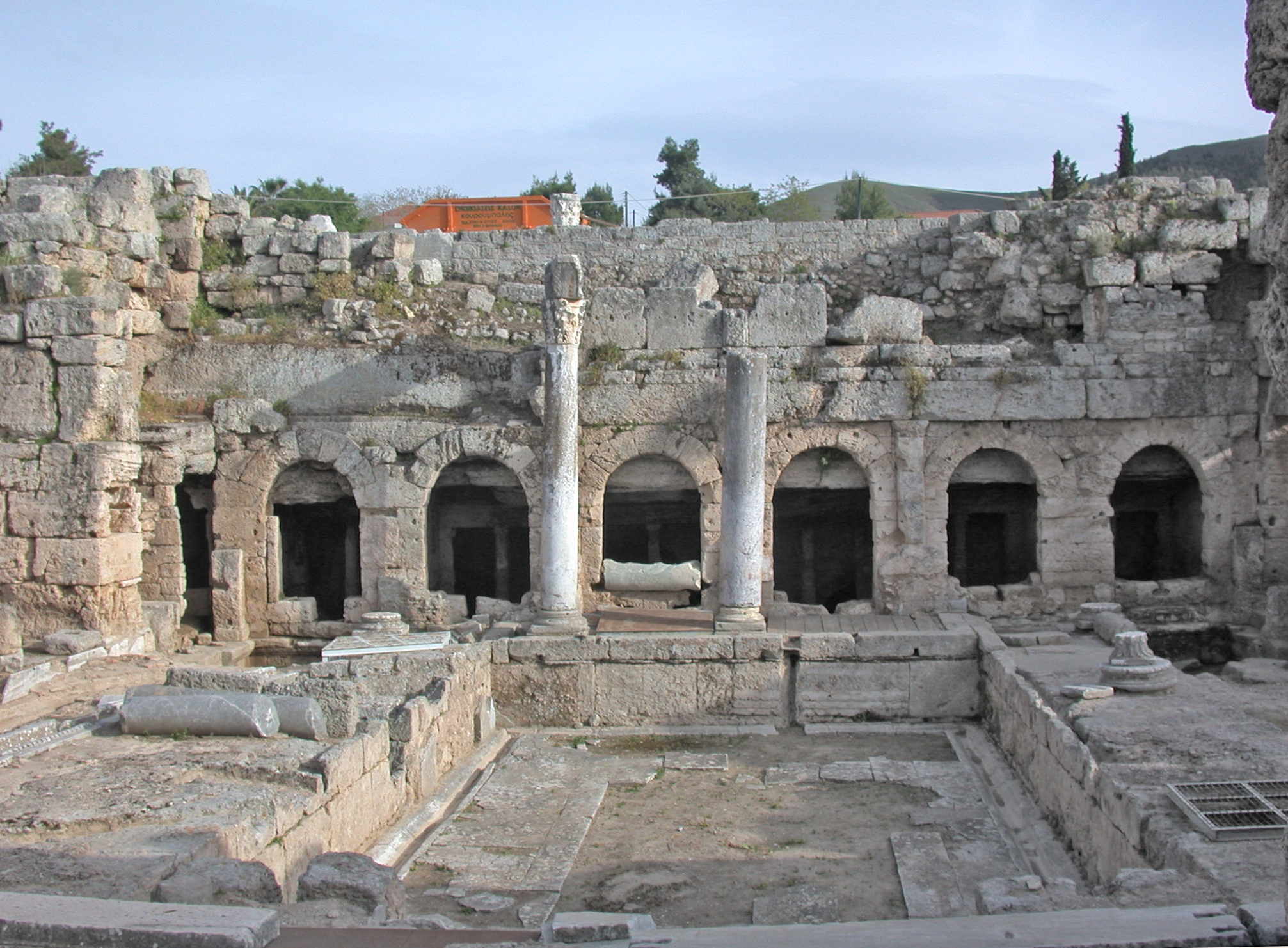
La fontaine Pirène de Corinthe.
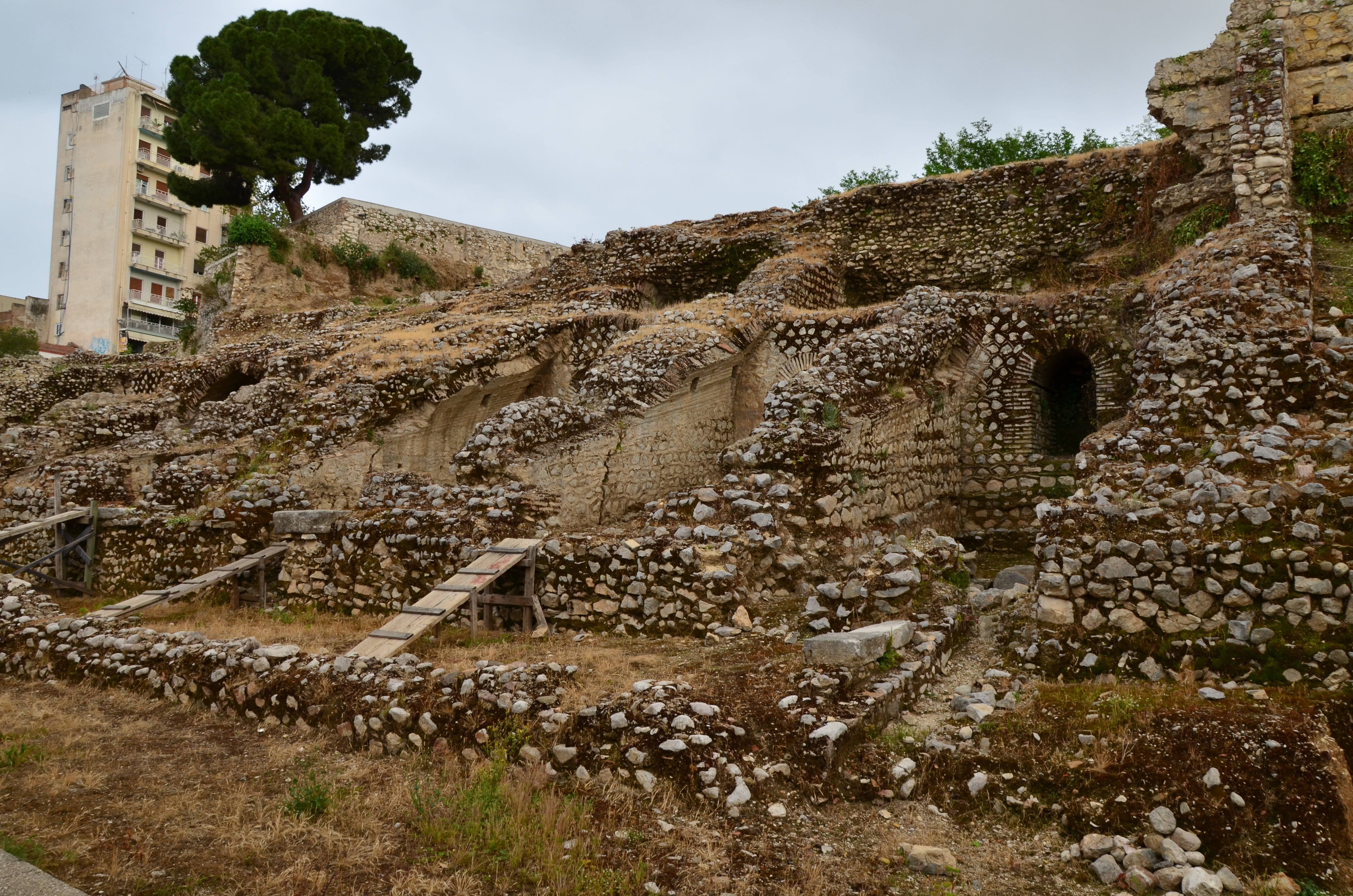
Ruines du stade de Patras, v. 80-90.
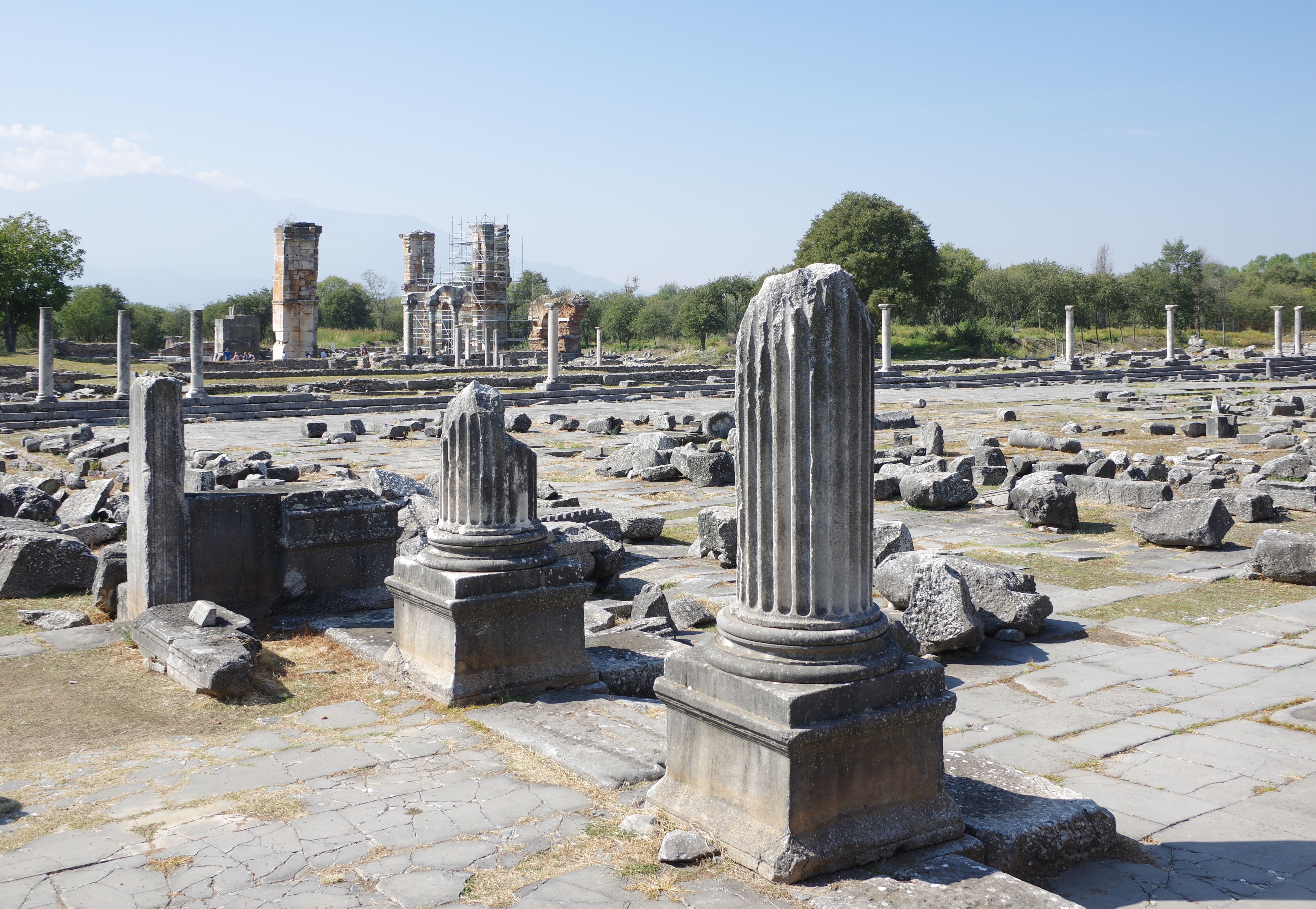
Forum de Philippes : ruines du temple des empereurs et du Génie de la colonie.
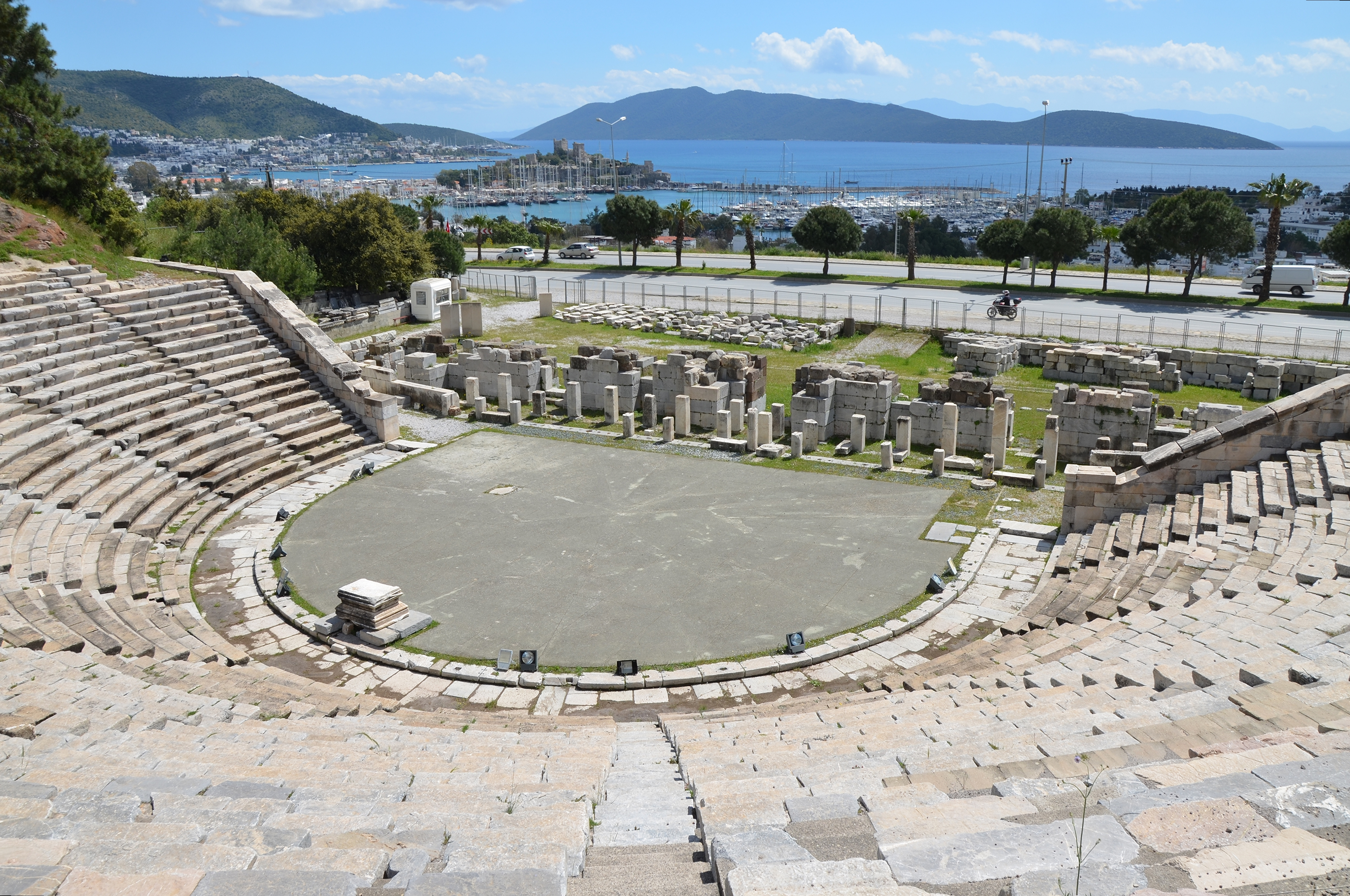
Le théâtre d'Halicarnasse, construit au IVe siècle av. J.-C. et agrandi au IIe siècle de notre ère.

## Peuplement et économie de l'Orient romain

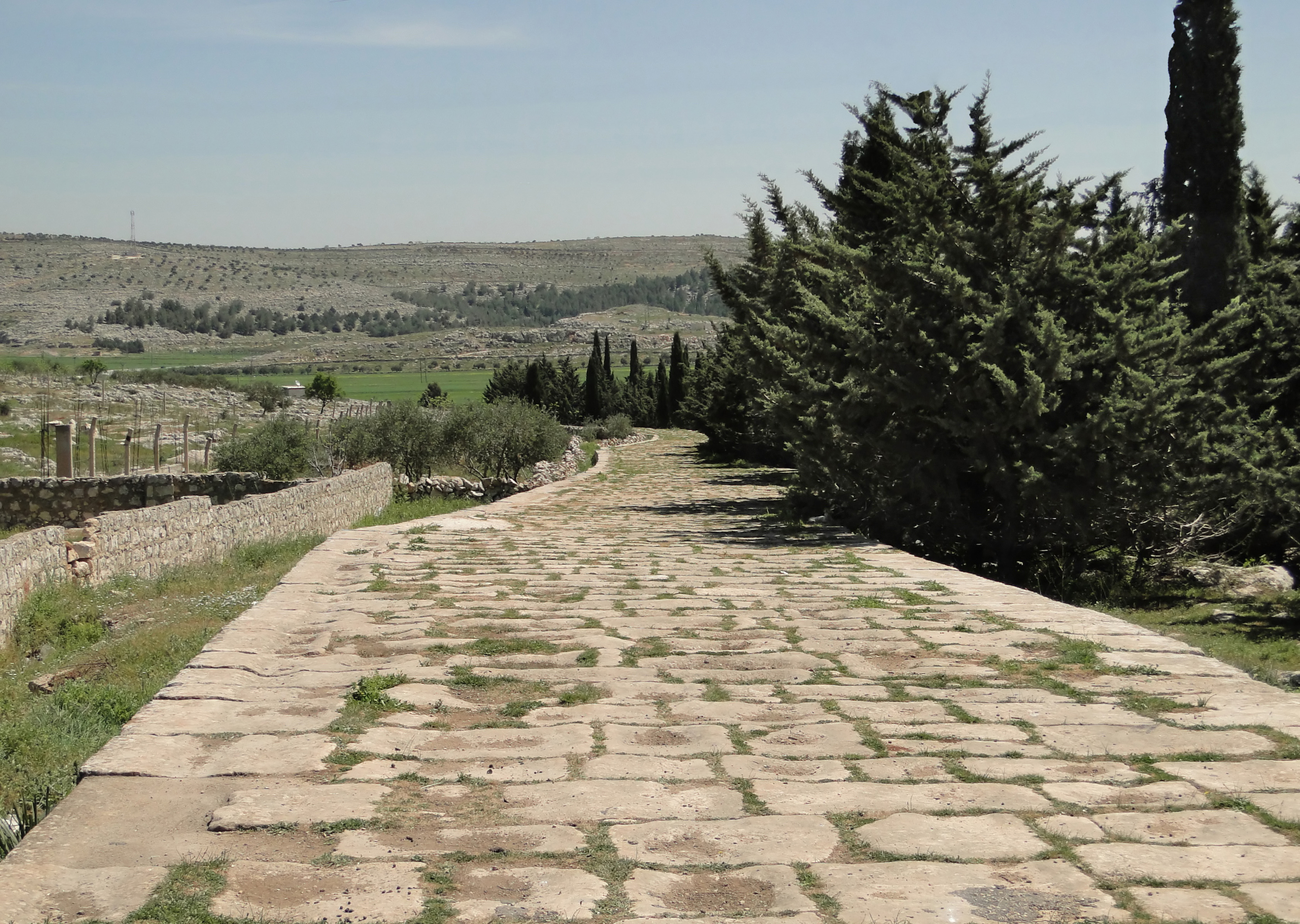
Ancienne voie romaine près de Tell Aqibrin en Syrie, reliant Antioche à Chalcis du Bélos.

Au niveau supra-régional, il est généralement considéré que l'empire romain a connu un phénomène régulier de migrations depuis sa partie orientale vers la partie occidentale, qui a pu avoir un impact sur le long terme. On estime en tout cas que l'Occident romain connaît un croissance démographique à cette période, alors qu'à l'inverse du côté oriental la tendance serait plutôt à la stagnation. Il est difficile d'avoir des certitudes sur ces points, comme souvent en matière de démographie antique. Une autre caractéristique générale de l'Orient romain est la forte présence des villes, avec une urbanisation plus marquée sur le littoral et dans les provinces les plus grecques (Achaïe et Asie), et la présence de très grandes villes approchant ou dépassant les 100 000 habitants comme vu plus haut, qui constituent donc d'importants points d'attraction pour les hommes et les activités en tout genre.
Au niveau régional, l'Asie mineure, sinistrée à l'issue des guerres de l'époque de la République romaine, connaît une reprise rapide, et la tendance à la construction d'édifices se prolonge jusqu'au IIIe siècle. Plus largement, bon nombre de régions connaissent une expansion de l'habitat rural au début de notre ère : les îles égéennes (avec la Crète) et Chypre, l'Asie mineure, la Syrie du Nord, le Hauran syrien, la Jordanie, la Palestine. Cette phase connaît son pic durant l'Antiquité tardive (voir plus bas). Cela semble refléter une intensification de la production agricole, peut-être stimulée par la présence d'importants marchés urbains, et aussi une croissance démographique, certes peu marquée. Le creusement des inégalités foncières est une caractéristique de l'époque romaine, dont les structures agraires sont dominées par les grands domaines (bien que le nombre de villae connues dans l'Orient romain soit limité), notamment des domaines impériaux, d'autres appartenant à l'élite sénatoriale, aux grands sanctuaires, ou bien aux notables urbains, notamment des riches marchands se constituant une assise terrienne. Ils pouvaient les faire exploiter par des esclaves, mais le fermage et l'emploi de travailleurs agricoles libres semble très répandu, avec là encore des différences régionales (l'esclavage rural semble peu répandu en Asie). L'agriculture repose comme par le passé sur les céréales, la vigne, l'olivier, les légumes, couplés à un élevage pastoral. Des productions spéculatives existent comme l'huile d'olive en Syrie, et des produits rares réputés comme la réglisse de Cilicie, les pêches d'Asie. De la même manière les productions artisanales reposent sur la fabrication de céramiques, de textiles, aussi les activités minières et extractives (notamment les carrières de marbre d'Achaïe et d'Asie), aux côtés de productions spécialisées qui font la réputation de certaines localités (les bronzes de Corinthe, les étoffes de Laodicée du Lycos, étoffes pourpres de Tyr).
En revanche dans plusieurs parties de l'Achaïe se constatent une rétractation de l'habitat et l'abandon de territoires. Cette diminution de la population, manifeste à partir de 250-200 av. J.-C. a pu être mise en rapport avec des textes de l'époque (dès Polybe) qui soulignent la désertification des campagnes de Grèce, frappée d'« oliganthropie », le manque d'hommes. Cela pourrait être lié à une surexploitation des terres durant l'époque classique, ou aux guerres de conquête romaine. Mais il pourrait aussi s'agir d'un topos littéraire opposant la Grèce romaine observée, dominée et pauvre à celle du passé, idéalisée, prospère. La réduction du nombre de sites peut s'expliquer par une évolution des structures agraires en faveur des grands domaines, notamment ceux tournés vers un élevage extensif, qui expliquerait la disparition des sites ruraux. À tout le moins les campagnes de Grèce ne sont pas exploitées de façon intensive, ce qui tranche avec la majorité des autres régions de l'empire romain. On y note notamment la faible présence des domaines impériaux et une absence de volonté d'exploitation économique,. S. Alcock a proposé que cela reflète pour partie le potentiel agricole limité de cette province à la topographie compartimentée, mais aussi une volonté impériale de ne pas exploiter la « Vieille Grèce » comme ils le font pour les autres provinces, par déférence envers son passé vénérable et son importance culturelle, qui en font une région pas comme les autres.
Pour ce qui concerne les échanges, l'unification et la pacification de la Méditerranée par les Romains conduit à un développement des échanges maritimes. Rome prise comme vu plus haut les marbres d'Achaïe et d'Asie, mais aussi le vin des îles de l’Égée (Crète et Rhodes notamment), et les biens de luxe qui arrivent par les routes d'Orient (soie, épices, parfums, coton). Le blé d’Égypte peut à l'occasion être expédié vers des villes orientales sous autorisation impériale. L'essentiel des échanges se fait cependant au niveau régional et local, articulé autour des importants centres de distribution et consommation que sont les métropoles régionales, les grands sanctuaires, les foires périodiques. La domination romaine est aussi liée au développement du réseau routier, qui a dû aider au développement des échanges terrestres. Ces circulations de biens se déroulent enfin suivant diverses modalités : certaines sont contrôlées par les autorités publiques, d'autres sont libres, les armateurs et marchands jouant un rôle important à toutes les échelles des échanges.

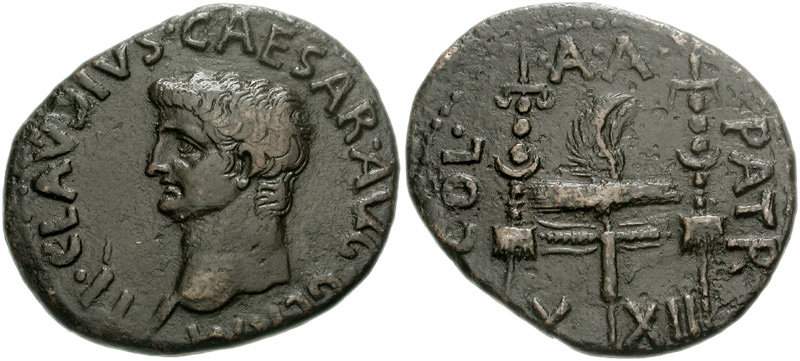
Monnaie de cuivre frappée par la cité de Patras en l'honneur de l'empereur Claude, v. 41-44.

Du point de vue de la monnaie, l'Orient romain a pour particularité de conserver des monnayages locaux jusqu'au milieu du IIIe siècle, alors qu'ils disparaissent en Occident au début du Ier siècle. La monnaie impériale a le privilège de l'or, et frappe aussi en argent et en bronze, dans des ateliers établis dans plusieurs villes. Les pouvoirs provinciaux émettent également des monnaies, souvent dans les mêmes ateliers que les émissions impériales. Les cités et certaines ligues frappent quant à elles des monnayages à usage local, sauf en Égypte. Ces monnaies « impériales grecques » sont généralement en bronze, quelquefois en argent. Antioche, les cités d'Asie mineure et de Crète ont produit les plus importantes séries connues, et ce monnayage local semble se répandre au fil du temps, même si peu de cités frappent en permanence. Les émissions semblent surtout liées à des circonstances particulières, généralement non-économiques (fêtes, visites impériales, attributions d'honneurs majeurs) et non à la nécessité d'alimenter les marchés locaux, et les monnaies locales se retrouvent essentiellement dans un rayon limité autour de leur lieu d'émission. Ce pluralisme ne veut du reste pas dire absence de contrôle par le pouvoir impérial, puisqu'il faut son accord pour battre monnaie et que l'effigie de l'empereur figure généralement sur l'avers (le côté « face ») des monnaies locales. Pour le paiement des impôts romains, le montant est fixé en deniers, donc en étalon romain, et ils doivent être versés en monnaies romaines, le taux de change avec les autres étalons étant fixé par le pouvoir impérial. Les banquiers locaux se chargent de l'opération, qui leur est favorable puisque la valeur de change des monnaies locales est fixée légèrement en dessous de leur valeur réelle.
En fin de compte plusieurs éléments pointent en faveur d'une prospérité de l'Orient romain durant la haute époque impériale (jusqu'au IIIe siècle), voire d'une croissance économique : la production agricole comme les échanges semblent s'intensifier, les villes connaître une croissance, la diversité des biens échangés plaide aussi en faveur d'un développement de la consommation, en particulier dans les villes.

## La vie culturelle du monde grec romain
Les régions de l'Orient romain de culture grecque maintiennent une vie intellectuelle très dynamique, non altérée par la domination romaine puisque les Romains reconnaissent généralement le caractère éminent de la culture de langue grecque. D'une manière générale la culture de cette période présente de nombreux éléments de continuités avec la phase précédente ; A. Chaniotis considère qu'elles forment un tout, un « long âge hellénistique » de cinq siècles, entre Alexandre et Hadrien. 

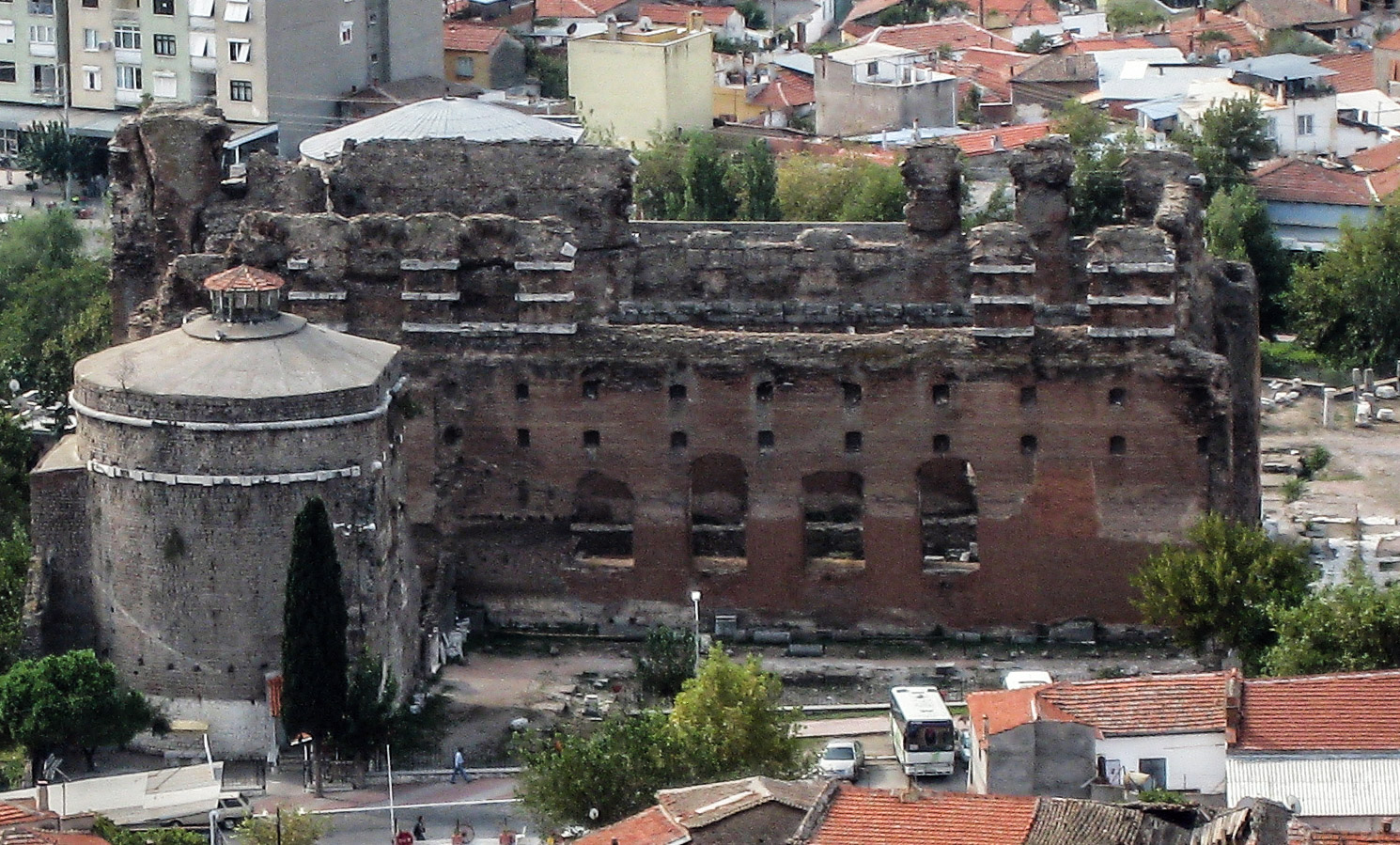
La Basilique rouge de Pergame et les deux rotondes annexes.

Le culte religieux est certes marqué par de nombreuses continuités, mais il connaît aussi des évolutions, le polythéisme restant dynamique jusqu'à sa disparition durant l'Antiquité tardive. En Grèce, les grands sanctuaires connaissent des évolutions contrastées : Délos ne s'est pas relevé de ses saccages de 88 et 69 av. J.-C., Olympie et Delphes conservent leur prestige malgré le déclin apparent des oracles à l'époque romaine, Corinthe redevient un sanctuaire majeur avec la refondation de la cité, à Athènes le sanctuaire d’Éleusis et ses mystères attirent jusqu'aux empereurs qui sont plusieurs à s'y faire initier, et les mystères du sanctuaire de Samothrace sont également importants, mais dans une moindre mesure. Dans les cités grecques plusieurs cas sont connus de fondation de fêtes ou de refondations de fêtes abandonnées par le passé, sous l'action de grands bienfaiteurs, parfois appuyés par les empereurs. Le culte impérial se développe dans les cités, dans la continuité du culte royal hellénistique, mêlant étroitement religion et politique. De nombreuses cités choisissent d'honorer dans leur cadre des empereurs romains comme des dieux, suivant des modalités variées (érection de statues, d'un temple, mise en place de fêtes, mois à son nom), et aussi d'anciens magistrats et particuliers, divinisés ou héroïsés (surtout sous la République). Des cultes provinciaux impériaux sont également développés, avec la construction d'un grand sanctuaire, généralement dans la métropole provinciale, gérés par une ligue (koinon) provinciale, donnant lieu à de grandes fêtes, qui expliquent l'attractivité de ces cultes pour les villes qui se disputaient le privilège de les accueillir. Ces honneurs se combinent avec les cultes traditionnels aux grands dieux olympiens (notamment Zeus), confirmant adaptabilité de la religion polythéiste. De nouveaux cultes à mystères se développent, comme ceux d'Andania en Messénie. Les sanctuaires d'Apollon de Didymes et Claros en Asie mineure sont dynamiques. L'attractivité des divinités égyptiennes se poursuit, l'exemple le plus connu étant la Basilique rouge de Pergame, érigée au IIe siècle et vouée à Isis et Sarapis. Cette période voit également l'apparition et la diffusion du christianisme, qui se fait en grande partie dans le milieu des cités grecques (notamment au sein des communautés juives hellénisées).
Athènes reste durant l'époque romaine un centre culturel de premier plan, en particulier pour ses écoles de philosophie qui attirent de tout le monde méditerranéen, notamment des étudiants riches briguant l'éphébie, dont les dépenses sont cruciales pour la prospérité de la cité. Mais ses ateliers de copistes et de sculpteurs sont également réputés. Sparte attire aussi des touristes en raison de son passé et des quelques traditions de l'éducation spartiate antique qu'elle aurait préservées. Les cités d'Asie mineure sont également des centres culturels importants, et aussi de tourisme religieux, notamment autour de ses sites oraculaires et de ses temples du dieu-guérisseur Asclépios (Cos, Pergame). Le Levant est aussi le lieu d'origine de nombreux savants de langue grecque, en particulier dans le domaine scientifique (Marin de Tyr pour la cartographie, Nicomaque de Gérasa pour l'algèbre). Bérytos, colonie romaine, abrite une école de droit (romain) très réputée. En revanche la position d'Alexandrie décline, seule son école de médecine gardant une bonne réputation, la plupart de ses maîtres ayant été attirés à Rome. Mais d'autres cités égyptiennes deviennent des lieux d'enseignement notables (Antinoé, Naucratis). Des évergètes grecs mettent en valeur leur passé littéraire en finançant la construction de bibliothèques dans les cités, comme celle de Celse à Éphèse.
L'éducation et la culture élitiste grecques sont marquées à cette époque par la « seconde sophistique », reposant avant tout sur le développement de l'éloquence, ce qui explique pourquoi on la nomme en référence aux premiers sophistes de l'époque classique. Le lien avec ce passé est du reste accentué par la tendance à user du dialecte grec attique de cette période, qui a donc déjà son statut de « classique », et d'ancrer les textes dans un passé grec idéalisé. L'éducation est plus que jamais vue comme un élément de distinction au sein des gens de bien, et quiconque voulait faire une carrière publique ambitieuse ou établir des connexions privées éminentes se devait de parler de façon éloquente, qualité qui apportait aussi des honneurs civiques. Ces personnages de bonne éducation ont aussi la particularité de beaucoup voyager, et de donner des présentations publiques de leurs travaux intellectuels, autre aspect les rapprochant des sophistes classiques. Ils sont souvent des ambassadeurs, leur capacité à gagner l'adhésion par les discours étant très prisée. Les plus réputés (notamment Polémon de Laodicée, Secundos d'Athènes, Hérode Atticus, Aelius Aristide) sont présentés dans les Vies de sophistes de Philostrate d'Athènes,.
La production littéraire de langue grecque d'époque romaine se caractérise par sa grande diversité et sa prolificité, les écrivains réalisant souvent des œuvres ambitieuses constituées de nombreux volumes.
Dans le domaine des sciences, le médecin Galien, originaire de Pergame, a acquis une très grande réputation de son vivant, notamment par son habitude (controversée) d'accomplir des opérations et dissections en public. C'est, avec les rédacteurs du corpus hippocratique, la figure majeure de la médecine antique. L'astronome Claude Ptolémée (100-168), originaire de Canope en Égypte, est l'autre grand scientifique grec de l'époque romaine, puisque son Almageste reste la référence dans la littérature astronomique jusqu'à l'époque moderne.
Le développement du tourisme a suscité des écrits de voyage, avec Pausanias, originaire de Smyrne, dont la Périégèse est une mine d'information sur l'aspect des sites religieux, majeurs comme mineurs, de la Grèce romaine, mais aussi leur histoire . Strabon, originaire d'Amasie, poursuit les travaux des géographes antiques, décrivant le monde connu de l'époque, là encore une source incontournable pour la connaissance de la période.
Dans le domaine de la philosophie, cette période est notamment marquée par les travaux d'Épictète, originaire de Hiérapolis en Phrygie et ayant surtout enseigné à Nicopolis d’Épire, figure majeure du stoïcisme, influençant l'empereur-philosophe Marc Aurèle. Ce courant comme son rival l'épicurisme sont en effet très populaires parmi les lettrés du monde gréco-romain.

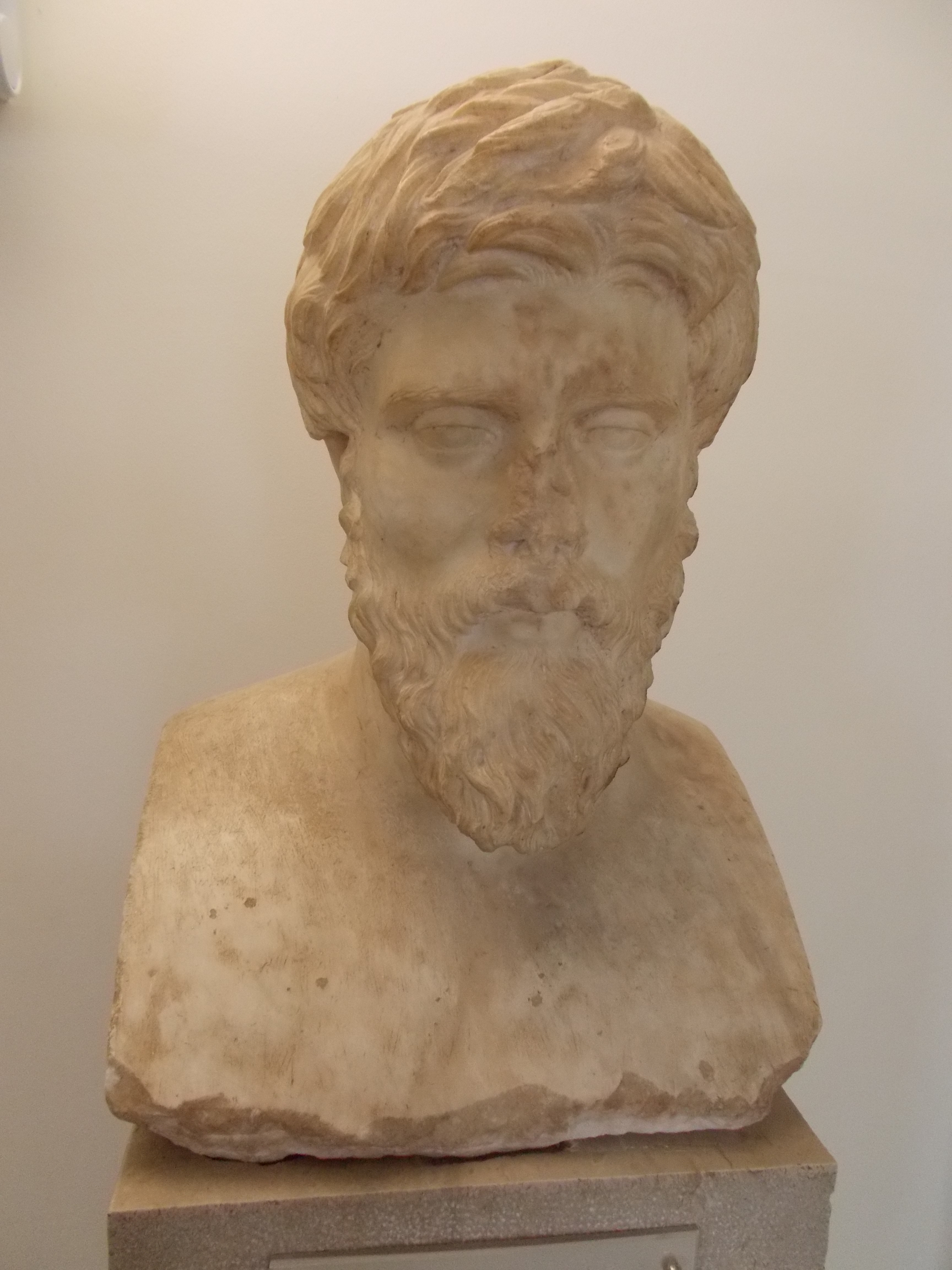
Buste en marbre de Plutarque du IIe siècle, musée archéologique de Delphes.

Le polygraphe Plutarque (46-120), originaire de Chéronée en Béotie, qui a étudié les mathématiques et la philosophie à Athènes et servi comme prêtre à Delphes, a produit une œuvre imposante et diverse, dont la plus célébrée par la suite sont les Vies parallèles, source majeure sur la vie des grandes figures de l'histoire grecque et romaine, et divers travaux abordant des sujets littéraires, moraux, pratiques et personnels.
Dans la continuité de Polybe, les historiens de langue grecque sont très productifs durant l'époque romaine : Diodore de Sicile, Arrien, Dion Cassius, etc. Du côté des romans, Les Éthiopiques d'Héliodore d'Émèse (Homs en Syrie) ont eu une influence importante.
Parmi les grands auteurs de langue grecque nés dans un contexte culturel et linguistique non grec mais très hellénisé, deux figures dominent cette période. Lucien de Samosate (125-180), cité de Syrie, de son propre aveu locuteur d'une langue « barbare » (l'araméen) est l'auteur de romans satyriques d'une grande qualité littéraire. Flavius Josèphe (37-100), originaire de Judée, est l'auteur d'ouvrages historiques cruciaux pour connaître l'histoire antique des Juifs.
Enfin, l'art grec de l'époque romaine est marqué par la production de copies d’œuvres plus anciennes ou leur imitation, à la demande de la clientèle romaine. Cela est illustré à Pompéi et Herculanum pour la peinture et la mosaïque, mais c'est surtout connu par la sculpture. Athènes, forte d'ateliers réputés et de la proximité de nombreux modèles, joue les premiers rôles. Cette production est essentielle pour la connaissance de l'art grec des périodes antérieures, dont les originaux ont bien souvent disparu, comme l'Athéna du Parthénon de Phidias. La créativité trouve plutôt à s'exercer dans l'art du portrait, notamment pour les statues honorifiques d'empereurs et bienfaiteurs, et les arts funéraires, avec la mode de la stèle funéraire figurée.

## Influence de la Grèce sur Rome
Si l'« hellénisation » est souvent mise en avant pour l'Orient hellénistique, la principale conquête de l'hellénisme est l'empire romain, qui fait de la culture grecque la culture de référence. Il s'agit certes là encore d'un processus d'appropriation fait d'emprunts sélectifs, qui en disent autant voire plus sur ceux qui choisissent d'adopter les éléments culturels que sur la source d’inspiration. 
Ce phénomène est bien antérieur au début des conquêtes romaines, puisque Rome est ouverte à l'influence grecque depuis au moins le VIe siècle av. J.-C., avec l'établissement des contacts avec les marchands et colons de Grande Grèce. Mais il s'accélère à partir de la période de conquêtes, peut-être de façon délibérée, de manière à s'imposer dans un monde méditerranéen oriental où la culture grecque domine, et a des traits élitiste. Cet hellénisme se manifeste d'abord par l'apprentissage de la langue grecque, un bilinguisme qui est une des bases de l'empire romain. Cela rend du reste difficile à démêler ce qui est d'origine grecque ou pas dans des pratiques de l'élite romaine : certains rites désignés comme « grecs », ou d'autres pratiques et objets appelés de leur nom grec reflètent plus la fascination de l'hellénisme qui pousse à attribuer un caractère grec à quelque chose qui n'en a pas forcément ; ainsi les thermes doivent leur nom au grec thermos, mais c'est un mot fabriqué à Rome, et le gymnase des Romains est un lieu de délassement et non d'exercice et d'apprentissage comme dans le monde grec. L'hellénisme romain se voit en particulier dans l'art, par le transfert d’œuvres depuis le monde grec à la suite des conquêtes et pillages (notamment les sacs de Syracuse et de Corinthe), puis par le développement d'un véritable marché de l'art grec, et des copies et œuvres inspirées par l'art grec. La littérature reflète également ses imbrications, puisque les plus anciens auteurs de langue latine sont des Grecs d'Italie (Livius Andronicus, qui traduit l’Odyssée), et les premiers historiens romains écrivent en grec (Fabius Pictor). On est au moins par certains aspects culturels en présence d'un « empire gréco-romain », formule proposée par P. Veyne pour qui « Rome est un peuple qui a eu pour culture celle d'un autre peuple, l'Hellade. ». C'est en tout cas à cette période que la Grèce antique achève d'obtenir son statut de culture de référence pour le monde « occidental ».
Les rapports entre les deux sont complexes. « Les Grecs sont restés aussi grecs que jamais », deviennent plus fiers de leur héritage et préservent un sentiment de supériorité culturelle, qui fait que « les Romains pouvaient se vanter d'être bilingues ; les Grecs ne le faisaient pas ». De leur côté, les Romains étaient partagés entre une admiration pour la culture des Grecs et un mépris pour leur déclin politique. « La Grèce conquise conquit son farouche vainqueur, et porta les arts dans le rustique Latium » (Graecia capta ferum victorem cepit, et artes intulit agresti Latio), selon les mots souvent cités d'un des plus grands auteurs de langue latine, le poète Horace, qui voit comme d'autres de ses contemporains la situation d'un mauvais œil car il pense qu'elle amollit les Romains (une forme de « déclinisme » à la romaine ?). Mais en fin de compte les Romains ont maintenu une approche pragmatique : « du point de vue romain, les Grecs se situaient quelque part entre la civilisation et la décadence, leurs réalisations intellectuelles et artistiques ne correspondant pas à la puissance militaire ou à la sobriété morale. Mais les Grecs vivaient dans les villes, et du moment qu'ils payaient leurs impôts, laissaient les meilleures personnes gérer la politique locale et exprimaient un respect approprié pour l'empereur et ses députés, ils étaient suffisamment romanisés. ».

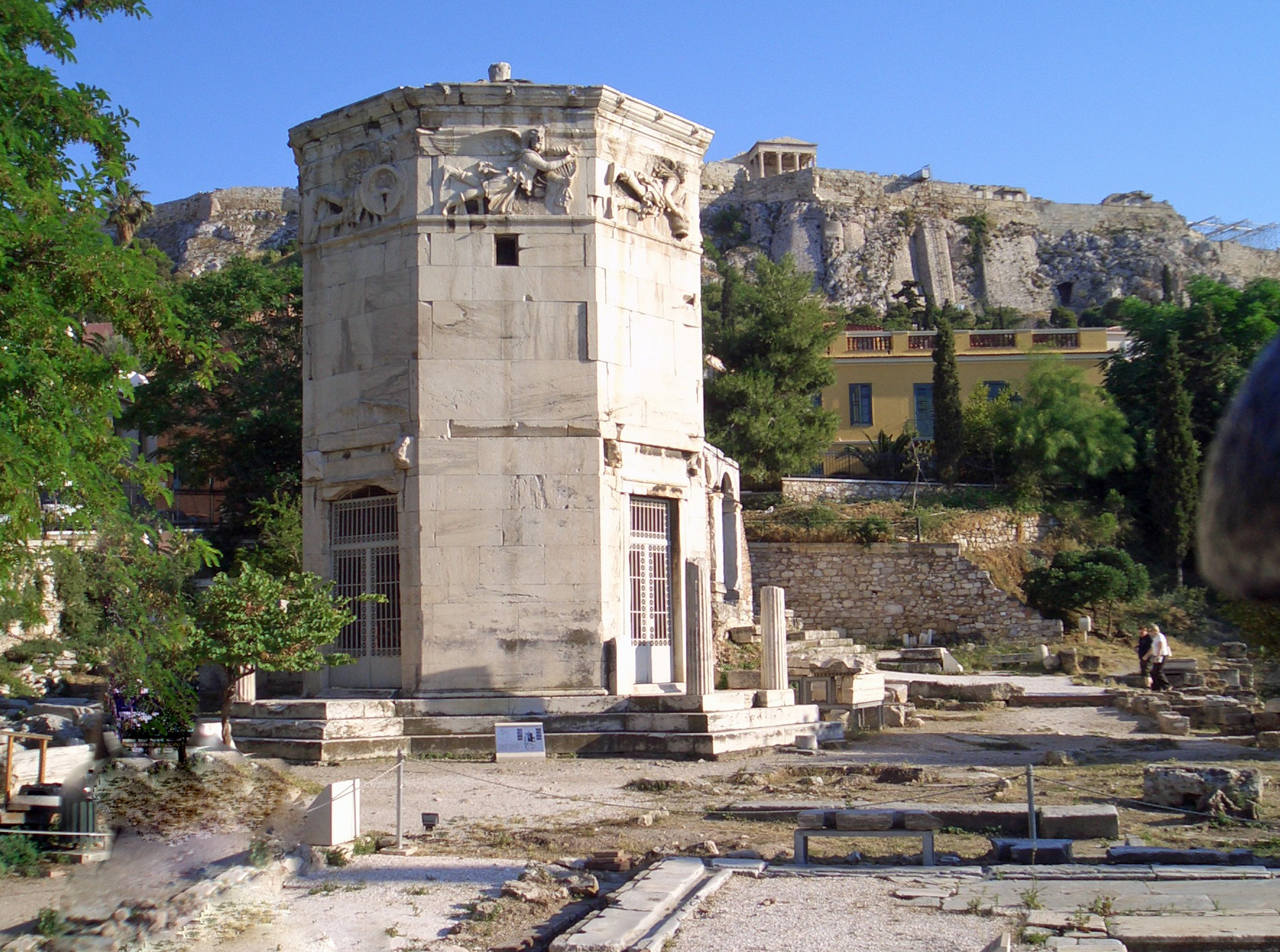
La Tour des Vents

Plusieurs empereurs firent édifier de nouveaux bâtiments dans les villes grecques, particulièrement sur l’agora d’Athènes, où l’Agrippeai de Marcus Vipsanius Agrippa, la bibliothèque de Pantaneus et la Tour des Vents entre autres furent construits. La vie en Grèce continua sous l’Empire romain à peu près comme avant. La culture romaine fut largement influencée par celle des Grecs. Les épopées d’Homère inspirèrent l’Énéide de Virgile, et des auteurs tels que Sénèque le Jeune écrivaient en utilisant un style grec. Les nobles romains qui considéraient les Grecs comme arriérés et sans importance étaient les principaux opposants politiques de héros romains, tels que Scipion l'Africain, qui étudiaient la philosophie et considéraient la culture et la science grecques comme des exemples à suivre. De la même façon, beaucoup d’empereurs romains tendaient à être philhellènes. L’empereur Néron visita la Grèce en 66 et participa aux Jeux olympiques en dépit de l’interdiction faite aux non-Grecs d'y participer. Il y remporta une victoire dans chaque discipline et en 67 proclama la liberté des Grecs aux Jeux isthmiques de Corinthe, 263 ans après que Flamininus eut fait de même. Hadrien était également admirateur des Grecs. Avant de devenir empereur, il fut archonte éponyme d'Athènes. Il fit aussi construire l’arche qui porte son nom, et eut un amant grec, Antinoüs. À cette époque, la Grèce, tout comme une grande partie de l’Empire romain d’orient, subit l’influence du christianisme. Paul de Tarse prêcha à Corinthe et à Athènes, et la Grèce devint rapidement une des régions les plus christianisées de l’Empire.

## Empire romain tardif

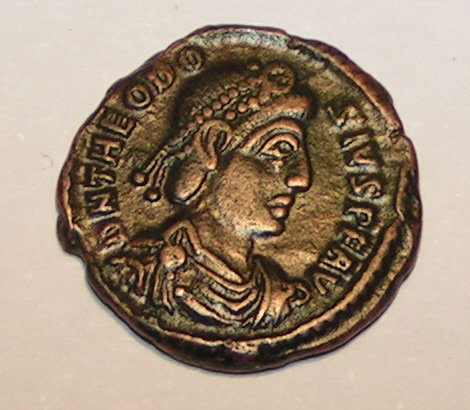
Empereur Théodose Ier

Pendant le deuxième et troisième siècle, la Grèce est divisée en provinces dont l’Achaïe, la Macédoine et la Mésie. Pendant le règne de Dioclétien à la fin du IIIe siècle, la Mésie fut organisée en diocèse et dirigée par Galère. Sous Constantin Ier, la Grèce faisait partie des préfectures de Macédoine et de Thrace. Théodose Ier divisa la préfecture de Macédoine en provinces de Crète, d’Achaïe, de Thessalie, de vieille Épire, de Nouvelle Epire et de Macédoine. Les îles de l’Égée formèrent la province d’Insulae dans la préfecture d’Asiana.
Toujours sous le règne de Théodose, la Grèce dut faire face aux invasions des Hérules, des Wisigoths, des Goths et des Vandales. Stilicon, régent pour Arcadius, évacua la Thessalie lorsque les Wisigoths envahirent cette région à la fin du IVe siècle. Flavius Eutropius, chambellan d’Arcadius, autorisa Alaric à entrer en Grèce ; ce dernier pilla Athènes, Corinthe et le Péloponnèse. Stilicon le repoussa finalement vers 397 et Alaric fut fait magister militum en Illyrie. Finalement, Alaric et les Goths migrèrent vers l’Italie, pillèrent Rome en 410 et établirent en Ibérie et dans le sud de la France le Royaume wisigoth, qui durera jusqu’en 711 et l’arrivée des Arabes.
Bien que la Grèce continuât d'appartenir à la partie orientale, de plus en plus hellénisée, de l’empire romain, elle n'était désormais plus le centre culturel de l'hellénisme, qui s’était déplacé vers l’est, à Constantinople et en Anatolie, depuis le règne de Constantin. Athènes, Sparte et les autres cités de la péninsule déclinèrent et beaucoup de leurs statues et autres œuvres d’art furent déplacées à Constantinople. En revanche, le pays devint l’un des plus grands centres de la Chrétienté à la fin de l’Empire romain et au début de la période byzantine. Cette évolution transparaît dans la signification des mots « Hellènes »  (Έλληνες / Hellênes) et « Romées » (Ῥωμαῖοι / Rōmaíoi) qui, en Grec médiéval (Μεσαιωνική Ελληνική), signifient respectivement « Hellène payen, antique » et « Grec chrétien, citoyen de l'Empire romain ».

### Dictionnaires
- Jean Leclant (dir.), Dictionnaire de l'Antiquité, Presses universitaires de France, coll. « Quadrige », 2005, 2464 p. (ISBN 2-13-055018-5).
- Maurice Sartre, Anne Sartre-Fauriat et Patrice Brun (dir.), Dictionnaire du monde grec antique, Paris, Larousse, coll. « In extenso », 2009 (ISBN 978-2-03-584834-5)
- (en) Simon Hornblower, Antony Spawforth et Esther Eidinow (dir.), The Oxford Classical Dictionary, Oxford, Oxford University Press, 2012, 4e éd.

### Grèce antique
- Roland Étienne, Christel Müller et Francis Prost, Archéologie historique de la Grèce antique, Paris, Ellipses, 2014, 3e éd.
- (en) Edith Hall, The Ancient Greeks : Ten Ways They Shaped The Modern World, Londres, Vintage, 2015
- Catherine Grandjean, Geneviève Hoffmann, Laurent Capdetrey et Jean-Yves Carrez-Maratray, Le Monde hellénistique, Paris, Armand Colin, coll. « U / Histoire », 2017, 350 p. (ISBN 978-2-200-35516-6)

### Période romaine
- Maurice Sartre, Le Haut-Empire romain : Les provinces de Méditerranée orientale d'Auguste aux Sévères, Paris, Le Seuil, coll. « Points Histoires », 1997 (1re éd. 1991).
- (en) Maud W. Gleason, « Greek Cities Under Roman Rule », dans David S. Potter (dir.), A Companion to the Roman Empire, Malden et Oxford, Blackwell, 2006, p. 228-249
- (en) Susan Alcock, « The Eastern Mediterranean », dans Walter Scheidel, Ian Morris et Richard P. Saller (dir.), The Cambridge Economic History of the Greco-Roman World, Cambridge, Cambridge University Press, 2007, p. 671-697
- (en) Angelos Chaniotis, Age of Conquests : The Greek World from Alexander to Hadrian, Cambridge, Harvard University Press, 2018
- Catherine Grandjean (dir.), Gerbert-Sylvestre Bouyssou, Christophe Chandezon et Pierre-Olivier Hochard, La Grèce hellénistique et romaine : D'Alexandre à Hadrien, 336 avant notre ère-138 de notre ère, Paris, Belin, coll. « Mondes Anciens », 2024